# FMN 환원효소 (NAD(P)H)
FMN 환원효소 [NAD(P)H](영어: FMN reductase [NAD(P)H]) (EC 1.5.1.39)는 다음과 같은 화학 반응을 촉매하는 효소이다.
FMNH2 + NAD(P)+ ⇄ FMN + NAD(P)H + H+
FMN 환원효소 [NAD(P)H]는 FMN을 포함하고 있다.

## 명명법
FMN 환원효소 [NAD(P)H]의 계통명은 FMNH2:NAD(P)+ 산화환원효소(영어: FMNH2:NAD(P)+ oxidoreductase)이다. FMN 환원효소 [NAD(P)H]는 FRG라고도 불린다.

## 같이 보기
- FMN 환원효소
- FMN 환원효소 (NADH)
- FMN 환원효소 (NADPH)
- 플라빈 모노뉴클레오타이드 (FMN)
- 환원효소